# Ludon
Pour les articles homonymes, voir Ludon-Médoc.
Le Ludon est une rivière du Gers et des Landes, en France dans la région Occitanie et un sous-affluent de l'Adour par la Midouze

## Géographie
Le Ludon prend sa source sur la commune du Houga (Gers) et se jette dans le Midou à Bougue (Landes).

## Principales communes traversées
- Gers : Le Houga
- Landes : Hontanx - Saint-Gein - Pujo-le-Plan - Bougue

## Histoire
A Bougue à la fin du XIe siècle, le Ludon offre avec le Midou une protection naturelle au site de l'enceinte médiévale de Castets.